# Kindler Verlag
Der Kindler Verlag ist ein deutscher Buchverlag. Er gehört heute als Imprint im Rowohlt Verlag, Hamburg, zur Verlagsgruppe Georg von Holtzbrinck.

## Geschichte
Der Verlag wurde 1945 von Helmut Kindler und seiner Frau Nina gemeinsam mit Heinz Ullstein in Berlin als Buch- und Zeitschriftenverlag gegründet, zog nach drei Jahren aber um nach München. Der 1951 erschienene Erstlings-Buchtitel, die Memoiren von Ferdinand Sauerbruch, wurde mit 1,5 Millionen verkauften Exemplaren zugleich der bis heute auflagenstärkste im Programm. Mit Biographien, zeitgeschichtlichen Publikationen und groß angelegten Reihenwerken und Enzyklopädien (unter anderem Kindlers Literaturlexikon, Kindlers Malereilexikon, Kindlers Kulturgeschichte, Kindlers Enzyklopädie Der Mensch, Grzimeks Tierleben) entwickelte sich das Unternehmen in den folgenden Jahrzehnten bald zu einem der bedeutendsten deutschen Buchverlage. Zu den bei Kindler verlegten Autoren gehörten Willy Brandt, Ludwig Marcuse, Fritz Kortner, Walter Jens, Robert Jungk, Albert Schweitzer, Horst Stern, Eugen Kogon („Der SS-Staat“) und Sebastian Haffner („Anmerkungen zu Hitler“).
Nicht zuletzt wegen der ambitionierten, aber risikobehafteten Projekte, die den Verlag teilweise an den Rand seiner finanziellen Leistungsfähigkeit brachten, musste der Kindler Verlag 1977 schließlich an Droemer Knaur (heute Teil der Verlagsgruppe Georg von Holtzbrinck) verkauft werden. Von 2000 bis 2004 residierte der Verlag kurzzeitig wieder in Berlin, dann in Reinbek und heute in Hamburg, wo er ein Imprint in der 1982 zu Holtzbrinck gekommenen Rowohlt-Verlagsgruppe ist.